# Юрдан Ненов
Юрдан Ненов Йорданов е български възрожденски учител и книжовник.

## Биография
Роден е в село Райновци, Търновско. Брат е на Тодор Ненов. Прадядо му Ненчо, родом от село Тича, Котленско, е бил първият учител в Елена, където е живял и служил като свещеник между 1740 и 1815 година. Учи в Елена, в известната Даскалоливница при Иван Момчилов. Учителства в Буйновци (1839), Пазарджик (1845-1851, 1863-1869, 1871-1874), Панагюрище (1851-1855), Сопот (1855-1861), Чирпан (1861-1863) и Хасково (1869-1871, 1874-1876). В един или друг период негови ученици са били Нешо Бончев, Константин Величков, Иван Вазов, Марин Дринов. Участва в Априлското въстание и бива заточен в източните османски провинции. След Освобождението е административен служител. Автор е на ценна автобиография, както и на други оригинални съчинения и преводи: „Черноносеща Госпожа“ (Цариград, 1857), катехизис, очерк за село Златарица (Виена, 1870), мемоари от учителстването си в Пазарджик - „За възраждането на българщината в Татар-Пазарджик“ (София, 1890).

## Трудове
- Село Златарица. Полезна и истинска приказка за добрите селски училища и разумните селяни (от Х. Чоке, побългарена от Ю. Ненов). Книжарница на Хр. Г. Данов и сие в Пловдив, Русчюк, Велес, 1871 (Отвън: 1870.) Във Виена, у печятница Л. Сомер и др.[неработеща препратка]